# Tetrahidroharmina

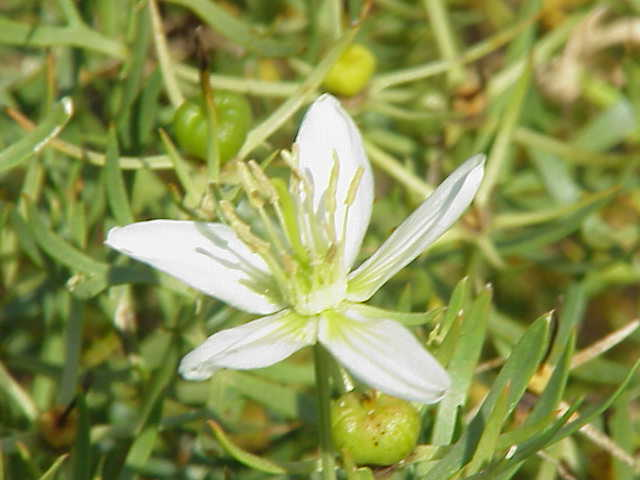
Peganum harmala, conocido comúnmente como ruda siria.

Con el nombre de tetrahidroharmina se conoce a varios alcaloides que actúan como inhibidores de la monoaminooxidasa (IMAO) que se encuentran en las semillas de Peganum harmala (también conocido como harmal o ruda siria), que incluye a la harmina, harmalina, y harmalol, que son miembros de un grupo de sustancias con una estructura química similar colectivamente conocidas como alcaloides harmala. Estos alcaloides son de interés por su uso en el chamanismo amazónico, donde derivan de otras plantas. El alcaloide harmala harmine que una vez fue conocido como telepatina y banisterina es una forma natural del alcaloide beta-carbolina que está relacionada estructuralmente a la harmalina, y además se encuentra en la vid Banisteriopsis caapi. La tetrahidroharmina se encuentra además en B. caapi y P. harmala. El Dr. Alexander Shulgin ha sugerido que la harmina puede ser un producto desglosado de la harmalina . Harmina y harmalina son IMAO reversibles de la isoforma MAO-A de la enzima, y puede estimular el sistema nervioso central al inhibir el metabolismo de compuestos monoamina tales como serotonina y norepinefrina.
Los alcaloides harmala se encuentran en Peganum harmala en concentraciones de aproximadamente 3%, aunque hay pruebas que reportan que en algunos lugares van de 2-7% o aún más altos, como fuentes naturales tienden a variar ampliamente en su composición química. Estos alcaloides también se encuentran en la liana Banisteriopsis caapi, el ingrediente clave de la planta en el brevaje sacramental Ayahuasca, en concentraciones que están entre 0.31-8.43% de harmina, 0.03-0.83% de harmalina y 0.05-2.94% de tetrahidroharmina. 
Otras plantas psicoactivas son, a menudo, agregadas a la ayahuasca para lograr estados visionarios de consciencia; por ejemplo hojas de Psychotria viridis, la cual es una fuente de dimetiltriptamina (DMT). Los alcaloides harmala sirven para potenciar estos compuestos elaborados al prevenir su degradación en el tracto digestivo. Estos alcaloides harmala no son especialmente psicoactivos por sí mismos, aún a altas dosis, cuando vómito y diarrea son el principal efecto.
También se encuentran en muchas otras plantas tales como tabaco y passiflora.

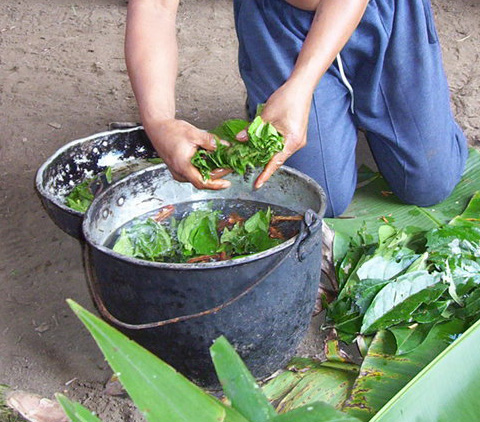
Preparación de la ayahuasca.

## Actividad antineoplásica
"La harmina mostró citotoxicidad contra líneas celulares HL60 y K562. Esto podría explicar el efecto citotóxico de P. harmala sobre estas células."

## Formas químicas

Tetrahidroharmina

Harmalan

- Harmina: C13H12N2O

7-Metoxi-1-metil-9H-pirido[3,4-b]indol

Harmina

La harmina es un inhibidor reversible de la MAO-A (RIMA).
- Harmalina: C13H14N2O

4,9-Dihidro-7-metoxi-1-metil-3H-pirido[3,4-b]indol

Harmalina

La harmalina es un inhibidor reversible de la MAO-A (RIMA).

Harmalol

- Harmalol: C12H12N2O

1-Metil-4,9-dihidro-3H-pirido[3,4-b]indol-7-ol
- Tetrahidroharmina: C13H16N2O

1,2,3,4-tetrahidro-harmina
- Harmalan: C12H10N2

1-Metil-3,4-dihidro-beta-carbolina. Harmalan se encuentra en productos alimenticios.
- Ácido harmínico: metilester:

Metil-7-metoxi-beta-carbolina-1-carboxilato
- Ácido harmilínico:

7-Metoxi-3,4-dihidro-beta--carbolina1-ácido carboxílico
- Harmanamida:

1-Carbamoil-7-metoxi-beta-carbolina
- Acetilnorharmina:

1-Acetil-7-metoxi-beta-carbolina